# Населення Грузії
Населення Грузії. Чисельність населення країни 2015 року становила 4,93 млн осіб (122-ге місце у світі). Чисельність грузин стабільно зменшується, народжуваність 2015 року становила 12,74 ‰ (155-те місце у світі), смертність — 10,82 ‰ (34-те місце у світі), природний приріст — -0,08 % (204-те місце у світі) . 

## Природний рух
Демографічне становище в Грузії є надзвичайно гострим. Населення Грузії щороку зменшується, в основному за рахунок етнічних грузин: якщо за офіційними даними населення Грузії 1989 року становило більше 5,4 млн осіб, 2007 року населення країни становило близько 4,3 млн осіб. Про існуючу демографічну проблему говорить й зниження базових показників, сумарний коефіцієнт народжуваності дітей у 1969—1970 роках дорівнював 2,2 дитини, 1989 року — 2,1 дитини, а 2005 року — 1,3 дитини, що недостатньо для чисельного оновлення покоління батьків. Також систематично скорочується нетто коефіцієнт. У 1989 році він дорівнював 1,003, тобто одна жінка у віці відтворення народжувала приблизно одну дівчинку, на заміну кожних 1000 матерів йшли 1003 дівчаток. В останні роки цей показник значно скоротився і 2004 року становив 0,662, а це означає, що на заміну кожних 1000 матерів йдуть всього 662 дівчаток.

### Відтворення
Народжуваність у Грузії, станом на 2015 рік, дорівнює 12,74 ‰ (155-те місце у світі). У порівнянні з 1980 роком народжуваність впала вдвічі — 2005 року народилися 46 тис. дітей. За офіційними даними найбільша кількість дітей — 104 тис., народилась 1961 року. У 1960—1990 роках щорічно в середньому народжувалися 93 тис. дітей.
Коефіцієнт потенційної народжуваності 2015 року становив 1,76 дитини на одну жінку (161-ше місце у світі). Рівень застосування контрацепції 53,4 % (станом на 2010 рік). На початку 2000-х років більшість грузинських сімей мали одну дитину. Зокрема в Грузії в 1960 році частка сімей де народжувалася третя і більше дитина становила 36,5 %, то у 2007 році цей показник дорівнює 10,8 %. Особливо висока частка перших дітей у сім'ї. Наприклад, у 2007 році 29 883 дітей були первістками у матерів (60,6 %). Аналогічний показник 1960 року становив лише 34,7 %. Середній вік матері при народженні першої дитини становив 24 року (оцінка на 2011 рік без врахування населення Абхазії та Південної Осетії).
Смертність у Грузії 2015 року становила 10,82 ‰ (34-те місце у світі). У Грузії традиційно був низький рівень смертності як у порівнянні з сусідніми, так і європейськими країнами, але останнім часом цей показник значно зріс. Зокрема, якщо 1960 року на 1000 осіб населення померло 6,5, то цей показник 2004 року вже дорівнював 11,3.
Природний приріст населення в країні 2015 року був негативним і становив -0,08 % (депопуляція) (204-те місце у світі).
| Рік  | Чисельність населення (тис. осіб) | Живих народжень | Смертей | Природний приріст | Народжуваність (‰) | Смертність (‰) | Природний приріст (‰) | Фертильність |
| ---- | --------------------------------- | --------------- | ------- | ----------------- | ------------------ | -------------- | --------------------- | ------------ |
| 1950 | 3 527                             | 82 900          | 27 000  | 55 900            | 23,5               | 7,7            | 15,9                  |              |
| 1951 | 3 585                             | 86 800          | 26 900  | 59 900            | 24,2               | 7,5            | 16,7                  |              |
| 1952 | 3 646                             | 85 700          | 26 600  | 59 100            | 23,5               | 7,3            | 16,2                  |              |
| 1953 | 3 710                             | 87 200          | 26 300  | 60 900            | 23,5               | 7,1            | 16,4                  |              |
| 1954 | 3 775                             | 91 400          | 26 000  | 65 400            | 24,2               | 6,9            | 17,3                  |              |
| 1955 | 3 840                             | 92 500          | 25 700  | 66 800            | 24,1               | 6,7            | 17,4                  |              |
| 1956 | 3 904                             | 89 800          | 26 500  | 63 300            | 23,0               | 6,8            | 16,2                  |              |
| 1957 | 3 967                             | 89 700          | 27 000  | 62 700            | 22,6               | 6,8            | 15,8                  |              |
| 1958 | 4 031                             | 93 100          | 27 400  | 65 700            | 23,1               | 6,8            | 16,3                  |              |
| 1959 | 4 095                             | 98 300          | 27 400  | 70 900            | 24,0               | 6,7            | 17,3                  |              |
| 1960 | 4 160                             | 102 866         | 27 015  | 51 866            | 24,7               | 6,5            | 18,2                  | 2,65         |
| 1961 | 4 224                             | 104 429         | 27 621  | 53 429            | 24,7               | 6,5            | 18,2                  | 2,65         |
| 1962 | 4 291                             | 101 717         | 30 394  | 51 717            | 23,7               | 7,1            | 16,6                  | 2,63         |
| 1963 | 4 357                             | 100 326         | 29 620  | 51 326            | 23,0               | 6,8            | 16,2                  | 2,62         |
| 1964 | 4 420                             | 97 433          | 29 708  | 48 433            | 22,0               | 6,7            | 15,3                  | 2,62         |
| 1965 | 4 478                             | 94 987          | 31 291  | 46 987            | 21,2               | 7,0            | 14,2                  | 2,60         |
| 1966 | 4 531                             | 92 026          | 30 389  | 44 026            | 20,3               | 6,7            | 13,6                  | 2,57         |
| 1967 | 4 577                             | 89 302          | 32 904  | 42 302            | 19,5               | 7,2            | 12,3                  | 2,53         |
| 1968 | 4 619                             | 89 660          | 32 416  | 43 660            | 19,4               | 7,0            | 12,4                  | 2,52         |
| 1969 | 4 662                             | 87 069          | 35 169  | 41 069            | 18,7               | 7,5            | 11,2                  | 2,45         |
| 1970 | 4 706                             | 90 207          | 34 283  | 45 207            | 19,2               | 7,3            | 11,9                  | 2,62         |
| 1971 | 4 753                             | 90 396          | 35 325  | 45 396            | 19,0               | 7,4            | 11,6                  | 2,61         |
| 1972 | 4 798                             | 86 402          | 36 409  | 41 402            | 18,0               | 7,6            | 10,4                  | 2,53         |
| 1973 | 4 837                             | 88 577          | 35 911  | 44 577            | 18,3               | 7,4            | 10,9                  | 2,58         |
| 1974 | 4 876                             | 89 761          | 37 145  | 45 761            | 18,4               | 7,6            | 10,8                  | 2,59         |
| 1975 | 4 908                             | 89 712          | 39 292  | 45 712            | 18,3               | 8,0            | 10,3                  | 2,52         |
| 1976 | 4 940                             | 90 605          | 38 875  | 46 605            | 18,3               | 7,9            | 10,4                  | 2,52         |
| 1977 | 4 972                             | 89 028          | 40 139  | 45 028            | 17,9               | 8,1            | 9,8                   | 2,33         |
| 1978 | 4 990                             | 88 766          | 40 239  | 45 766            | 17,8               | 8,1            | 9,8                   | 2,31         |
| 1979 | 5 017                             | 89 803          | 41 907  | 47 896            | 17,8               | 8,4            | 9,5                   | 2,34         |
| 1980 | 5 056                             | 89 458          | 43 346  | 46 112            | 17,6               | 8,6            | 9,1                   | 2,26         |
| 1981 | 5 086                             | 92 501          | 43 961  | 48 540            | 18,1               | 8,6            | 9,5                   | 2,29         |
| 1982 | 5 117                             | 91 784          | 42 734  | 49 050            | 17,9               | 8,4            | 9,6                   | 2,25         |
| 1983 | 5 151                             | 92 660          | 43 301  | 49 359            | 18,0               | 8,4            | 9,6                   | 2,20         |
| 1984 | 5 184                             | 95 841          | 45 787  | 50 054            | 18,5               | 8,8            | 9,7                   | 2,24         |
| 1985 | 5 218                             | 97 739          | 46 153  | 51 586            | 18,7               | 8,8            | 9,9                   | 2,27         |
| 1986 | 5 250                             | 98 155          | 46 354  | 51 801            | 18,7               | 8,8            | 9,9                   | 2,26         |
| 1987 | 5 300                             | 94 595          | 46 332  | 48 263            | 17,8               | 8,7            | 9,1                   | 2,19         |
| 1988 | 5 367                             | 91 905          | 47 544  | 44 361            | 17,1               | 8,9            | 8,3                   | 2,13         |
| 1989 | 5 413                             | 91 138          | 47 077  | 44 061            | 16,8               | 8,7            | 8,1                   | 2,15         |
| 1990 | 5 439                             | 92 815          | 50 721  | 43 895            | 17,1               | 9,3            | 8,1                   | 2,29         |
| 1991 | 5 460                             | 89 091          | 52 416  | 36 675            | 16,3               | 9,6            | 6,7                   | 2,07         |
| 1992 | 5 408                             | 72 631          | 55 076  | 17 555            | 13,4               | 10,2           | 3,2                   | 1,72         |

Без Абхазії та Південної Осетії
| Рік  | Чисельність населення (тис. осіб) | Живих народжень | Смертей | Природний приріст | Народжуваність (‰) | Смертність (‰) | Природний приріст (‰) | Фертильність |
| ---- | --------------------------------- | --------------- | ------- | ----------------- | ------------------ | -------------- | --------------------- | ------------ |
| 1993 | 4 854                             | 55 594          | 56 270  | −676              | 11,5               | 11,6           | −0,1                  | 1,48         |
| 1994 | 4 862                             | 57 311          | 50 516  | 6 795             | 11,8               | 10,4           | 1,4                   | 1,52         |
| 1995 | 4 734                             | 56 341          | 47 609  | 8 732             | 11,9               | 10,1           | 1,8                   | 1,54         |
| 1996 | 4 616                             | 55 000          | 47 136  | 7 864             | 11,9               | 10,2           | 1,7                   | 1,55         |
| 1997 | 4 532                             | 54 000          | 47 575  | 6 425             | 11,9               | 10,5           | 1,4                   | 1,60         |
| 1998 | 4 487                             | 51 526          | 47 321  | 4 205             | 11,5               | 10,5           | 0,9                   | 1,41         |
| 1999 | 4 453                             | 48 695          | 47 184  | 1 511             | 10,9               | 10,6           | 0,3                   | 1,44         |
| 2000 | 4 418                             | 48 800          | 47 410  | 1 390             | 11,0               | 10,7           | 0,3                   | 1,51         |
| 2001 | 4 386                             | 47 589          | 46 218  | 1 371             | 10,8               | 10,5           | 0,3                   | 1,44         |
| 2002 | 4 357                             | 46 605          | 46 446  | 159               | 10,7               | 10,7           | 0,0                   | 1,42         |
| 2003 | 4 329                             | 46 194          | 46 055  | 139               | 10,7               | 10,6           | 0,0                   | 1,41         |
| 2004 | 4 318                             | 49 572          | 48 793  | 779               | 11,5               | 11,3           | 0,2                   | 1,55         |
| 2005 | 4 321                             | 46 512          | 40 721  | 5 791             | 10,7               | 9,3            | 1,3                   | 1,38         |
| 2006 | 4 401                             | 47 795          | 42 255  | 5 540             | 10,8               | 9,6            | 1,2                   | 1,44         |
| 2007 | 4 394                             | 49 287          | 41 178  | 8 109             | 11,2               | 9,4            | 1,8                   | 1,47         |
| 2008 | 4 382                             | 56 565          | 43 011  | 13 554            | 12,9               | 9,8            | 3,1                   | 1,66         |
| 2009 | 4 385                             | 63 377          | 46 625  | 16 752            | 14,4               | 10,6           | 3,8                   | 1,86         |
| 2010 | 4 436                             | 62 585          | 47 864  | 14 721            | 14,1               | 10,8           | 3,3                   | 1,83         |
| 2011 | 4 469                             | 58 014          | 49 818  | 8 196             | 12,9               | 11,1           | 1,8                   | 1,70         |
| 2012 | 4 497                             | 57 031          | 49 348  | 7 683             | 12,7               | 11,0           | 1,7                   | 1,68         |
| 2013 | 4 483                             | 57 878          | 48 553  | 9 325             | 12,9               | 10,8           | 2,1                   | 1,73         |
| 2014 | 3 720                             | 60 635          | 49 087  | 11 548            | 16,3               | 13,2           | 3,1                   |              |
| 2015 | 3 729                             | 59 249          | 49 121  | 10 128            | 15,9               | 13,2           | 2,7                   |              |

### Вікова структура

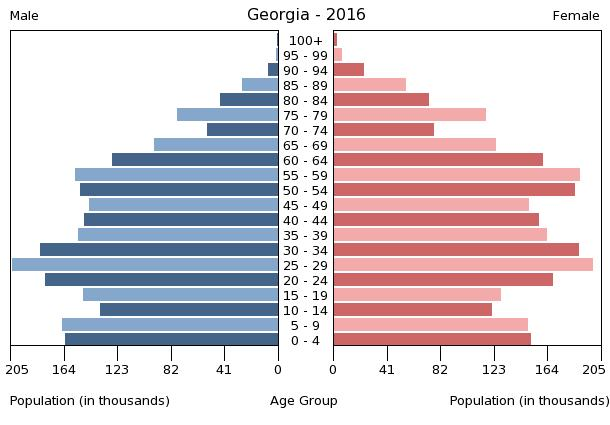
Віково-статева піраміда населення Грузії, 2016 рік

Середній вік населення Грузії становить 38 років (61-ше місце у світі): для чоловіків — 35,1, для жінок — 40,7 року. Очікувана середня тривалість життя 2015 року становила 75,95 року (91-ше місце у світі), для чоловіків — 71,85 року, для жінок — 80,36 року. Зменшується група молодого віку і зростає частка населення пенсійного віку (вище 65 років). Ці процеси особливо проявили себе в після розпаду Радянського Союзу, і більше всього серед етнічних грузинів.
Вікова структура населення Грузії, станом на 2015 рік, має такий вигляд:
- діти віком до 14 років — 17,73 % (460 376 чоловіків, 414 028 жінок);
- молодь віком 15—24 роки — 13,35 % (344 179 чоловіків, 314 321 жінка);
- дорослі віком 25—54 роки — 40,93 % (978 151 чоловік, 1 040 364 жінки);
- особи передпохилого віку (55—64 роки) — 12,45 % (275 586 чоловіків, 338 524 жінки);
- особи похилого віку (65 років і старіші) — 15,53 % (299 876 чоловіків, 465 821 жінка)[1].

Вікова структура більш детально
| Вікова група | Чоловіки  | Жінки     | Разом     | %    |
| ------------ | --------- | --------- | --------- | ---- |
| 0—4          | 152 650   | 137 150   | 289 800   | 6,45 |
| 5—9          | 123 200   | 110 150   | 233 350   | 5,20 |
| 10—14        | 125 850   | 113 000   | 238 850   | 5,32 |
| 15—19        | 151 600   | 142 000   | 293 600   | 6,54 |
| 20—24        | 186 250   | 181 950   | 368 200   | 8,20 |
| 25—29        | 181 250   | 178 300   | 359 550   | 8,01 |
| 30—34        | 164 650   | 166 100   | 330 750   | 7,37 |
| 35—39        | 153 900   | 159 800   | 313 700   | 6,99 |
| 40—44        | 145 300   | 156 800   | 302 100   | 6,73 |
| 45—49        | 145 550   | 166 700   | 312 250   | 6,95 |
| 50—54        | 151 550   | 176 000   | 327 550   | 7,29 |
| 55—59        | 123 800   | 148 600   | 272 400   | 6,07 |
| 60—64        | 101 950   | 128 350   | 230 300   | 5,13 |
| 65—69        | 54 950    | 74 950    | 129 900   | 2,89 |
| 70—74        | 74 350    | 117 600   | 191 950   | 4,27 |
| 75—79        | 53 750    | 85 700    | 139 450   | 3,11 |
| 80—84        | 33 600    | 59 900    | 93 500    | 2,08 |
| 85+          | 17 150    | 46 350    | 63 500    | 1,41 |
| Загалом      | 2 141 300 | 2 349 400 | 4 490 700 | 100  |

За даними Національного департаменту статистики Грузії у 2006 році 13 % мешканців, це особи у віці 65 років і старші, тоді як на початку 1990-х років таких становило близько 8 %. У той час, на початок 2009 року, частка населення Грузії за 65 років становила 16,4 %. І то доля жіночого населення країни в цій віковій категорії на 50 % перевищує чоловічу.

### Шлюбність— розлучуваність
Коефіцієнт шлюбності, тобто кількість шлюбів на 1 тис. осіб за календарний рік, дорівнює 6,9; коефіцієнт розлучуваності — 1,3; індекс розлучуваності, тобто відношення шлюбів до розлучень за календарний рік — 19 (дані за 2011 рік). Середній вік, коли чоловіки беруть перший шлюб, дорівнює 30,1 року, жінки — 26,9 року, загалом — 28,5 року (дані за 2014 рік).

## Розселення
Густота населення країни 2015 року становила 57,6 особи/км² (147-ме місце у світі). Населення територією держави розміщене нерівномірно, переважна його частина проживає в низовинних і передгірних районах.

Густота населення за муніципалітетами, 2014 рік (англ.)
Розміщення населення за регіонами, 2014 рік (анаморфна карта) (англ.)

### Урбанізація
Грузія високоурбанізована країна. Рівень урбанізованості становить 53,6 % населення країни (станом на 2015 рік), темпи зменшення частки міського населення — 0,1 % (оцінка тренду за 2010—2015 роки). У другій половині XX століття міське населення країни значно зросло, так 1981 року його питома частка збільшилася в порівнянні з 1940 роком удвічі і становила 52 %. 1989 року питома частка міського населення зросла до 56 %, але 2007 року вона повернулась до відмітки 52 %.
Головні міста держави: Тбілісі (столиця) — 1,15 млн осіб (дані за 2015 рік). Переважають міста з чисельністю населення до 50 тис. осіб.
Динаміка населення найбільших міст держави
| Номер | Назва       | Назва       | Населення    | Населення    | Населення   | Населення   | Підпорядкування           |
| Номер | українською | грузинською | Перепис 1989 | Перепис 2002 | Оцінка 2005 | Оцінка 2008 | Підпорядкування           |
| 1     | Тбілісі     | თბილისი     | 1 243 150    | 1 073 345    | 1 049 498   | 1 131 618   | Тбілісі                   |
| 2     | Кутаїсі     | ქუთაისი     | 232 510      | 185 965      | 178 338     | 196 939     | Імеретія                  |
| 3     | Батумі      | ბათუმი      | 136 930      | 121 806      | 118 282     | 122 094     | Аджарія                   |
| 4     | Руставі     | რუსთავი     | 159 016      | 116 384      | 109 865     | 121 272     | Квемо Картлі              |
| 5     | Зуґдіді     | ზუგდიდი     | 49 614       | 68 894       | 73 006      | 84 563      | Мегрелія-Гірська Сванетія |
| 6     | Поті        | ფოთი        | 50 569       | 47 149       | 46 107      | 47 929      | Мегрелія-Гірська Сванетія |
| 7     | Ґорі        | გორი        | 67 787       | 49 516       | 46 676      | 47 502      | Шида Картлі               |
| 8     | Сухумі      | სოხუმი      | 121 406      |              | 81 546      | 41 222      | Абхазія                   |
| 9     | Цхінвалі    | ცხინვალი    | 42 934       |              | 33 724      |             | Південна Осетія           |
| 10    | Самтредія   | სამტრედია   | 34 255       | 29 761       | 28 748      | 30 005      | Імеретія                  |

### Міграції
Річний рівень еміграції 2015 року становив 2,7 ‰ (176-те місце у світі). Цей показник не враховує різниці між законними і незаконними мігрантами, між біженцями, трудовими мігрантами та іншими.

#### Біженці й вимушені переселенці
У країні налічується 268,4 тис. внутрішньо переміщених осіб, в результаті збройних конфліктів 1990-х (Абхазія і Південна Осетія) і 2008 років (Південна Осетія).
У країні перебуває 627 осіб без громадянства.
Грузія є членом Міжнародної організації з міграції (IOM).

## Расово-етнічний склад

Етнічний склад регіонів Грузії
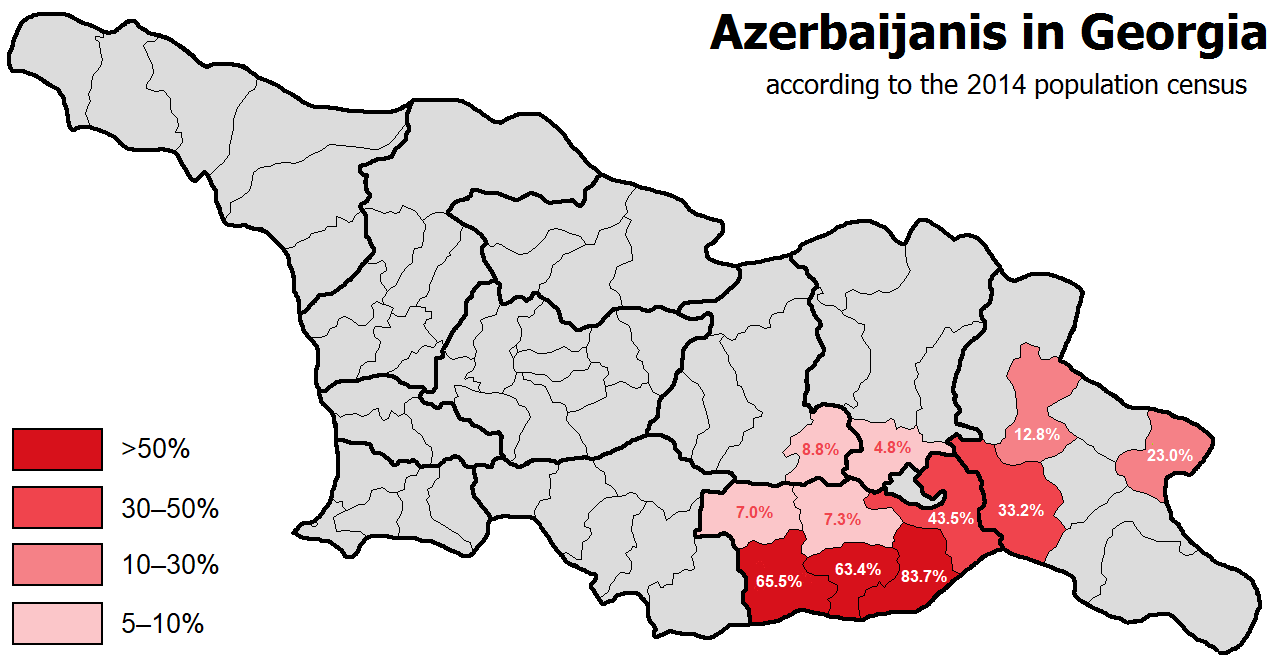
Розселення азербайджанців
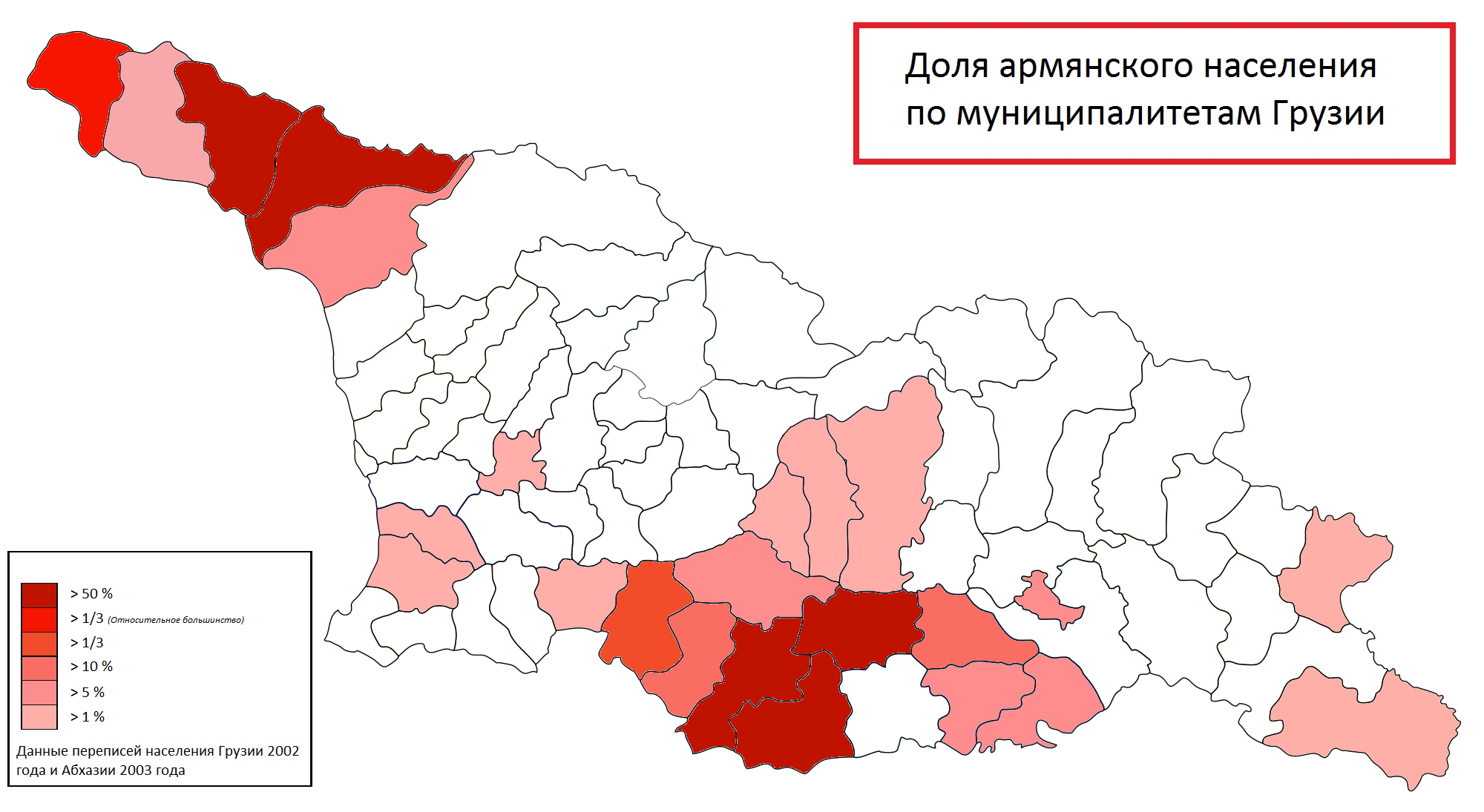
Розселення вірмен

| Етнічний склад (2002 рік) | Етнічний склад (2002 рік) | Етнічний склад (2002 рік) | Етнічний склад (2002 рік) | Етнічний склад (2002 рік) |
| ------------------------- | ------------------------- | ------------------------- | ------------------------- | ------------------------- |
| Етнос:                    |                           |                           | Відсоток:                 |                           |
| грузини                   | грузини                   |                           | 83.8%                     | 83.8%                     |
| азербайджанці             | азербайджанці             |                           | 6.5%                      | 6.5%                      |
| вірмени                   | вірмени                   |                           | 5.7%                      | 5.7%                      |
| росіяни                   | росіяни                   |                           | 1.5%                      | 1.5%                      |
| інші                      | інші                      |                           | 2.5%                      | 2.5%                      |

Головні етноси країни: грузини — 83,8 %, азербайджанці — 6,5 %, вірмени — 5,7 %, росіяни — 1,5 %, інші — 2,5 % населення (оціночні дані за 2002 рік).
- Етнічний склад регіонів Грузії (англ.)
- Розселення азербайджанців (англ.)(англ.)
- Розселення вірмен (рос.)

Зміна етнічної картини населення Грузії за 1926—2014 роки
| Етнічні групи | Перепис 1926 | Перепис 1926 | Перепис 1939 | Перепис 1939 | Перепис 1959 | Перепис 1959 | Перепис 1970 | Перепис 1970 | Перепис 1979 | Перепис 1979 | Перепис 1989 | Перепис 1989 | Перепис 2002 | Перепис 2002 | Перепис 2014 | Перепис 2014 |
| Етнічні групи | Чисельність  | %            | Чисельність  | %            | Чисельність  | %            | Чисельність  | %            | Чисельність  | %            | Чисельність  | %            | Чисельність  | %            | Чисельність  | %            |
| ------------- | ------------ | ------------ | ------------ | ------------ | ------------ | ------------ | ------------ | ------------ | ------------ | ------------ | ------------ | ------------ | ------------ | ------------ | ------------ | ------------ |
| Грузини       | 1 788 186    | 66,8         | 2 173 922    | 61,4         | 2 600 588    | 64,3         | 3 130 741    | 66,8         | 3 433 011    | 68,8         | 3 787 393    | 70,7         | 3 661 173    | 83,8         | 3 224 564    | 86,8         |
| Азербайджанці | 137 921      | 5,2          | 188 058      | 5,3          | 153 600      | 3,8          | 217 758      | 4,6          | 255 678      | 5,1          | 307 556      | 5,7          | 284 761      | 6,5          | 233 024      | 6,3          |
| Вірмени       | 307 018      | 11,5         | 415 013      | 11,7         | 442 916      | 11,0         | 452 309      | 9,7          | 448 000      | 9,0          | 437 211      | 8,1          | 248 929      | 5,7          | 168 102      | 4,5          |
| Росіяни       | 96 085       | 3,6          | 308 684      | 8,7          | 407 886      | 10,1         | 396 694      | 8,5          | 371 608      | 7,4          | 341 172      | 6,3          | 67 671       | 1,5          | 26 453       | 0,7          |
| Осетини       | 113 298      | 4,2          | 147 677      | 4,2          | 141 178      | 3,5          | 150 185      | 3,2          | 160 497      | 3,2          | 164 055      | 3,0          | 38 028       | 0,9          | 14 385       | 0,4          |
| Єзиди         | 2 262        | 0,1          | 12 915       | 0,4          | 16 212       | 0,4          | 20 690       | 0,4          | 25 688       | 0,5          | 33 331       | 0,6          | 18 329       | 0,4          | 12 174       | 0,3          |
| Курди         | 7 955        | 0,3          | 12 915       | 0,4          | 16 212       | 0,4          | 20 690       | 0,4          | 25 688       | 0,5          | 33 331       | 0,6          | 2 514        | 0,1          | …            | …            |
| Греки         | 54 051       | 2,0          | 84 636       | 2,4          | 72 938       | 1,8          | 89 246       | 1,9          | 95 105       | 1,9          | 100 324      | 1,9          | 15 166       | 0,3          | 5 544        | 0,2          |
| Українці      | 14 356       | 0,5          | 45 595       | 1,3          | 52 236       | 1,3          | 49 622       | 1,1          | 45 036       | 0,9          | 52 443       | 1,0          | 7 039        | 0,2          | 6 034        | 0,2          |
| Абхази        | 56 847       | 2,1          | 57 805       | 1,6          | 62 878       | 1,6          | 79 449       | 1,7          | 85 285       | 1,7          | 95 853       | 1,8          | 3 527        | 0,1          | …            | …            |
| Ассирійці     | 2 904        | 0,1          | 4 707        | 0,1          | 5 005        | 0,1          | 5 617        | 0,1          | 5 286        | 0,1          | 6 206        | 0,1          | 3 299        | 0,1          | 2 377        | 0,1          |
| Євреї         | 30 389       | 1,1          | 42 300       | 1,2          | 51 582       | 1,3          | 55 382       | 1,2          | 28 298       | 0,6          | 24 795       | 0,5          | 2 333        | 0,1          | …            | …            |
| Інші          | 65 961       | 2,5          | 58 711       | 1,7          | 37 015       | 0,9          | 38 665       | 0,8          | 39 690       | 0,8          | 50 502       | 0,9          | 18 766       | 0,5          | 14 346       | 0,4          |
| Разом         | 2 677 233    | 2 677 233    | 3 540 023    | 3 540 023    | 4 044 045    | 4 044 045    | 4 686 358    | 4 686 358    | 4 993 182    | 4 993 182    | 5 400 841    | 5 400 841    | 4 371 535    | 4 371 535    | 3 713 804    | 3 713 804    |

## Мови
| Мови Грузії (2015 рік) | Мови Грузії (2015 рік) | Мови Грузії (2015 рік) | Мови Грузії (2015 рік) | Мови Грузії (2015 рік) |
| ---------------------- | ---------------------- | ---------------------- | ---------------------- | ---------------------- |
| Мова:                  |                        |                        | Відсоток:              |                        |
| грузинська             | грузинська             |                        | 71%                    | 71%                    |
| російська              | російська              |                        | 9%                     | 9%                     |
| вірменська             | вірменська             |                        | 7%                     | 7%                     |
| азербайджанська        | азербайджанська        |                        | 6%                     | 6%                     |
| інші                   | інші                   |                        | 7%                     | 7%                     |

Офіційні мови: грузинська — розмовляє 71 % населення країни, абхазька мова офіційна в Абхазії. Інші поширені мови: російська — 9 %, вірменська — 7 %, азербайджанська — 6 %, інші мови — 7 %. Грузія, як член Ради Європи, не підписала Європейську хартію регіональних мов.

## Релігії
| Релігії в Грузії (2012 рік) | Релігії в Грузії (2012 рік) | Релігії в Грузії (2012 рік) | Релігії в Грузії (2012 рік) | Релігії в Грузії (2012 рік) |
| --------------------------- | --------------------------- | --------------------------- | --------------------------- | --------------------------- |
| Віросповідання:             |                             |                             | Відсоток:                   |                             |
| православні                 | православні                 |                             | 87.9%                       | 87.9%                       |
| мусульмани                  | мусульмани                  |                             | 9.9%                        | 9.9%                        |
| католики                    | католики                    |                             | 0.8%                        | 0.8%                        |
| інші                        | інші                        |                             | 0.8%                        | 0.8%                        |
| атеїсти                     | атеїсти                     |                             | 0.7%                        | 0.7%                        |

Головні релігії й вірування, які сповідує, і конфесії та церковні організації, до яких відносить себе населення країни: православ'я (державна релігія) — 83,9 %, іслам — 9,9 %, григоріанство — 3,9 %, католицтво — 0,8 %, інші — 0,8 %, не сповідують жодної — 0,7 % (згідно з переписом 2002 року). 2011 року був прийнятий закон, який зрівняв у правах усі офіційно зареєстровані конфесії на території Європейського Союзу.

## Освіта
Рівень письменності 2015 року становив 99,8 % дорослого населення (віком від 15 років): 99,8 % — серед чоловіків, 99,7 % — серед жінок.
Державні витрати на освіту становлять 2 % ВВП країни, станом на 2012 рік (167-ме місце у світі). Середня тривалість освіти становить 15 років, для хлопців — до 15 років, для дівчат — до 15 років (станом на 2014 рік).

## Охорона здоров'я
Забезпеченість лікарями в країні на рівні 4,27 лікаря на 1000 мешканців (станом на 2013 рік). Забезпеченість лікарняними ліжками в стаціонарах — 2,6 ліжка на 1000 мешканців (станом на 2012 рік). Загальні витрати на охорону здоров'я 2014 року становили 7,4 % ВВП країни (34-те місце у світі).
Смертність немовлят до 1 року, станом на 2015 рік, становила 16,15 ‰ (100-те місце у світі); хлопчиків — 18,31 ‰, дівчаток — 13,82 ‰. Рівень материнської смертності 2015 року становив 36 випадків на 100 тис. народжень (91-ше місце у світі). Дитяча смертність 2004 року на кожні 1000 народжених 23,8 смертей. Однак, цей показник за даними Департаменту статистики Грузії 2007 року значно зменшився, і становив 13,3 дитини на кожні 1000 народжених. Є велика ймовірність того, що це не точний показник, якщо врахувати приклад дані 2005 року, коли в Грузії з допомогою фонду населення ООН було проведено дослідження репродуктивного здоров'я населення. За цим дослідженням коефіцієнт смертності дітей дитячого віку на 1000 народжених живими дорівнював 29,0, тоді як за офіційними даними влади, в тому ж році з 1000 народжених живими померли 19,7 дітей.
Грузія входить до складу ряду міжнародних організацій: Міжнародного руху (ICRM) і Міжнародної федерації товариств Червоного Хреста і Червоного Півмісяця (IFRCS), Дитячого фонду ООН (UNISEF), Всесвітньої організації охорони здоров'я (WHO).

### Захворювання
2014 року зареєстровано 6,6 тис. хворих на СНІД (106-те місце у світі), це 0,28 % населення в репродуктивному віці 15—49 років (86-те місце у світі). Смертність 2014 року від цієї хвороби становила приблизно 100 осіб (119-те місце у світі).
Частка дорослого населення з високим індексом маси тіла 2014 року становила 22,1 % (82-ге місце у світі); частка дітей віком до 5 років зі зниженою масою тіла становила 1,1 % (оцінка на 2009 рік). Ця статистика показує як власне стан харчування, так і наявну/гіпотетичну поширеність різних захворювань.

### Санітарія
Доступ до облаштованих джерел питної води 2015 року мало 100 % населення в містах і 100 % в сільській місцевості; загалом 100 % населення країни. Відсоток забезпеченості населення доступом до облаштованого водовідведення (каналізація, септик): в містах — 95,2 %, в сільській місцевості — 75,9 %, загалом по країні — 86,3 % (станом на 2015 рік). Споживання прісної води, станом на 2005 рік, дорівнює 1,81 км³ на рік, або 410,6 тонни на одного мешканця на рік: з яких 20 % припадає на побутові, 22 % — на промислові, 58 % — на сільськогосподарські потреби.

## Соціально-економічне становище
Співвідношення осіб, що в економічному плані залежать від інших, до осіб працездатного віку (15—64 роки) загалом становить 45,7 % (станом на 2015 рік): частка дітей — 25,2 %; частка осіб похилого віку — 20,4 %, або 4,9 потенційно працездатних на 1 пенсіонера. Загалом дані показники характеризують рівень затребуваності державної допомоги в секторах освіти, охорони здоров'я і пенсійного забезпечення, відповідно. За межею бідності 2010 року перебувало 9,2 % населення країни. Розподіл доходів домогосподарств у країні має такий вигляд: нижній дециль — 2 %, верхній дециль — 31,3 % (станом на 2008 рік).
Станом на 2016 рік, уся країна була електрифікована, усе населення країни мало доступ до електромереж. Рівень проникнення інтернет-технологій середній. Станом на липень 2015 року в країні налічувалось 2,227 млн унікальних інтернет-користувачів (91-ше місце у світі), що становило 45,2 % загальної кількості населення країни.

### Трудові ресурси
Загальні трудові ресурси 2011 року становили 1,959 млн осіб (123-тє місце у світі); 2006 року — 2,02 млн осіб (54 % населення країни). Зайнятість економічно активного населення у господарстві країни розподіляється таким чином: аграрне, лісове і рибне господарства — 55,6 %; промисловість і будівництво — 8,9 %; сфера послуг — 35,5 % (станом на 2006 рік). 121,65 тис. дітей у віці від 5 до 14 років (18 % загальної кількості) 2005 року були залучені до дитячої праці. Безробіття 2015 року дорівнювало 16,7 % працездатного населення (158-ме місце у світі), 2006 року — 13,6 %; серед молоді у віці 15-24 років ця частка становила 35,6 %, серед юнаків — 35,3 %, серед дівчат — 36,4 % (23-тє місце у світі).

## Кримінал

### Наркотики

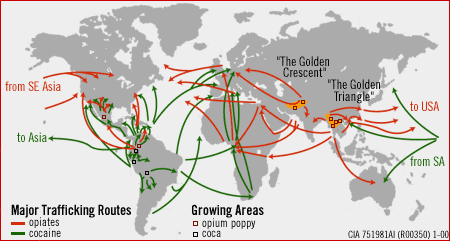
Світові маршрути наркотрафіку

Незначне вирощування конопель і опійного маку, переважно для домашнього вжитку; територія країни використовується як перевалочний пункт на шляху опіатів з Центральної Азії до Західної Європи і Російської Федерації.

### Торгівля людьми
Згідно зі щорічною доповіддю про торгівлю людьми (англ. Trafficking in Persons Report) Управління з моніторингу та боротьби з торгівлею людьми Державного департаменту США, уряд Грузії докладає значних зусиль у боротьбі з явищем примусової праці, сексуальної експлуатації, незаконною торгівлею внутрішніми органами, але законодавство відповідає мінімальним вимогам американського закону 2000 року щодо захисту жертв (англ. Trafficking Victims Protection Act’s) не повною мірою, країна перебуває у списку другого рівня.

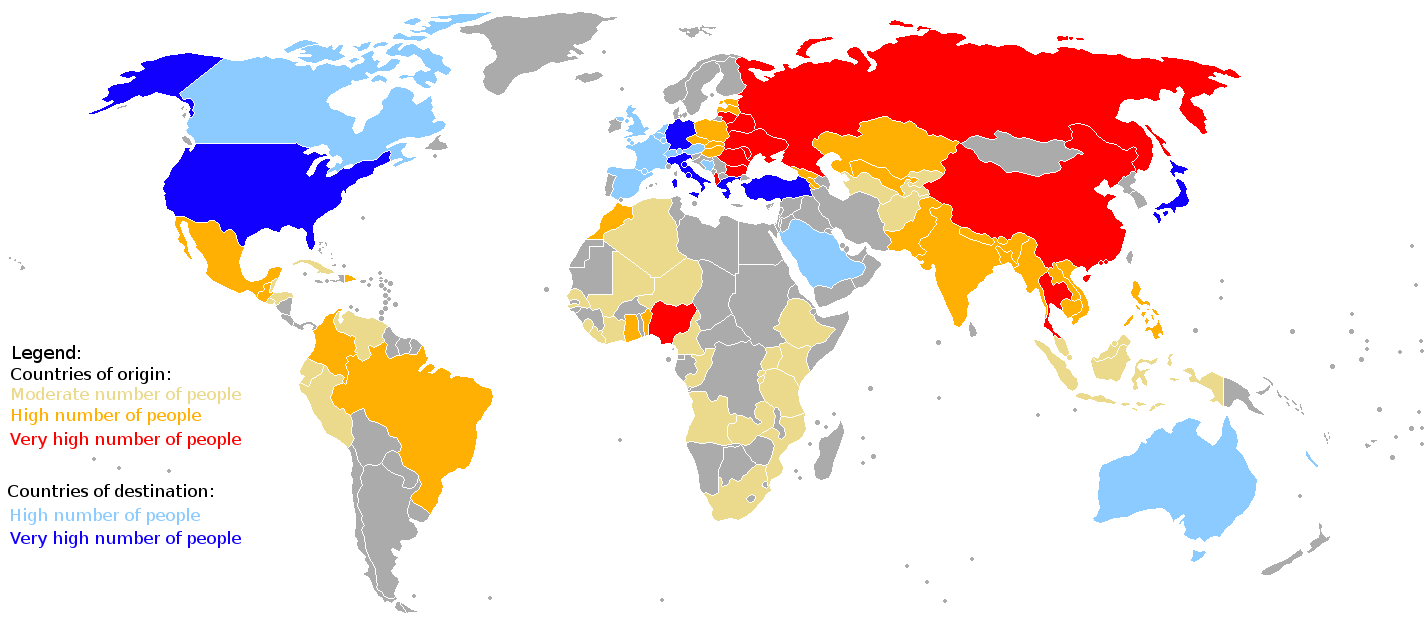
Країни-донори (червоний) і країни-реципієнти кримінальних потоків  (англ.)
Глобальна боротьба з торгівлею людьми (англ.)

## Гендерний стан
Статеве співвідношення (оцінка 2015 року):
- при народженні — 1,08 особи чоловічої статі на 1 особу жіночої;
- у віці до 14 років — 1,11 особи чоловічої статі на 1 особу жіночої;
- у віці 15—24 років — 1,1 особи чоловічої статі на 1 особу жіночої;
- у віці 25—54 років — 0,94 особи чоловічої статі на 1 особу жіночої;
- у віці 55—64 років — 0,81 особи чоловічої статі на 1 особу жіночої;
- у віці за 64 роки — 0,64 особи чоловічої статі на 1 особу жіночої;
- загалом — 0,92 особи чоловічої статі на 1 особу жіночої[1].

## Демографічні дослідження
Демографічні дослідження у країні ведуться рядом державних і наукових установ:
- Статистичне управління Грузії.

### Українською
- Атлас. 10-11 клас. Економічна і соціальна географія світу / упорядники :  О. Я. Скуратович, Н. І. Чанцева. — К. : ДНВП «Картографія», 2010. — ISBN 978-966-475-639-3.
- Атлас світу / голов. ред. І. С. Руденко ; зав. ред. В. В. Радченко ; відп. ред. О. В. Вакуленко. — К. : ДНВП «Картографія», 2005. — 336 с. — ISBN 9666315467.
- Безуглий В. В. Економічна і соціальна географія зарубіжних країн : Навчальний посібник. — К. : ВЦ «Академія», 2007. — 704 с. — ISBN 978-966-580-239-6.
- Безуглий В. В., Козинець С. В. Регіональна економічна і соціальна географія світу : Навчальний посібник. — видання 2-ге, доп., перероб. — К. : ВЦ «Академія», 2007. — 688 с. — ISBN 966-580-144-9.
- Головченко В. І., Кравчук О. Країнознавство: Азія, Африка, Латинська Америка, Австралія і Океанія. — К., 2006. — 335 с. — ISBN 966-8939-04-2.
- Гудзеляк І. І. Географія населення: Навчальний посібник / І. Гудзеляк. — Л. : Видавничий центр ЛНУ імені Івана Франка, 2008. — 232 с. — ISBN 978-966-613-599-8.
- Дахно І. І. Країни світу: Енциклопедичний довідник / І. І. Дахно, С. М. Тимофієв. — К. : Мапа, 2011. — 606 с. — (Бібліотека нового українця) — ISBN 978-966-8804-23-6.
- Дахно І. І. Економічна географія зарубіжних країн : навчальний посібник. — К. : Центр учбової літератури, 2014. — 319 с. — ISBN 978-611-01-0682-5.
- Джаман В. О. Регіональні системи розселення: демографічні аспекти. — Чернівці : Рута, 2003. — 392 с. — ISBN 9665685988.
- Дорошенко Л. С. Демографія: Навчальний посібник. — К. : МАУП, 2005. — 112 с. — ISBN 966-608-442-2.
- Дубович І. А. Країнознавчий словник-довідник. — 5-те вид., перероб. і доп. — К. : Знання, 2008. — 839 с. — ISBN 978-966-346-330-8.
- Економічна і соціальна географія країн світу. Навчальний посібник / За ред. Кузика С. П. — Л. : Світ, 2002. — 672 с. — ISBN 966-603-178-7.
- Загальна медична географія світу / В. О. Шевченко [та ін.] — К. : [б.в.], 1998. — 178 с.
- Ігнатьєв П. М. Країнознавство: Країни Азії. — Ч. : Книги-XXI, 2004. — 383 с. — ISBN 966-8029-53-4.
- Книш М. М., Мамчур О. І. Регіональна економічна і соціальна географія світу (Латинська Америка та Карибські країни, Африка, Азія, Океанія) : навч. посіб. — Л. : ЛНУ ім. Івана Франка, 2013. — 368 с. — ISBN 978-617-10-0007-0.
- Крисаченко В. С. Динаміка населення: Популяційні, етнічні та глобальні виміри. — К. : Видавництво Національного інституту стратегічних досліджень, 2005. — 368 с. — ISBN 966-554-083-1.
- Любіцева О. О., Мезенцев К. В., Павлов С. В. Географія релігій. — К. : АртЕК, 1999. — 504 с. — ISBN 966-505-006-0.
- Масляк П. О. Країнознавство. — К. : Знання, 2007. — 292 с. — (Вища освіта XXI століття)
- Масляк П. О., Дахно І. І. Економічна і соціальна географія світу / П. О. Масляк, І. І. Дахно ; за ред. П. О. Масляка. — К. : Вежа, 2003. — 280 с. — ISBN 966-7091-53-8.

### Російською
- (рос.) Грузия // Демографический энциклопедический словарь / главн. ред. Валентей Д. И. — М. : Советская энциклопедия, 1985. — 608 с.
- (рос.) Грузия // Страны и народы. Советский Союз. Республики Закавказья. Республики Средней Азии. Казахстан / Редкол. : Т. А. Жданко (отв. ред., ред.-сост.) и др. — М. : «Мысль», 1984. — 382 с. — (Страны и народы) — 180 тис. прим.
- (рос.) Атлас народов мира / Отв. ред. С. И. Брук и В. С. Апенченко. — М. : ГУГК ГГК СССР и Институт этнографии им. Н. Н. Миклухо-Маклая АН СССР, 1964. — 185 с. — 20 тис. прим.
- (рос.) Численность и расселение народов мира. Этнографические очерки / под ред. С. И. Брука. — М. : Издательство АН СССР, 1962. — 487 с.
- (рос.) Лаппо Г. М. География городов: Учебное пособие для географических факультетов вузов. — М. : Туманит, изд. центр ВЛАДОС, 1997. — 476 с. — ISBN 5-691-00047-0.
- (рос.) Ягельский А. География населения. — М. : Прогресс, 1980. — 383 с.